# Jelly Koopmans-Schotanus
Jelly Koopmans-Schotanus (16. prosince 1919 Nijehaske – 17. listopadu 1998 Arnhem) byla nizozemská laická kazatelka reformované církve a aktivistkou v organizaci KELI.
KELI je organizací esperantských protestujících, spolupracující s Světovým esperantským svazem, založená v roce 1911 během konference Světového kongresu esperanta v Antverpách. Jelly Koopmans-Schotanus často kázala v esperantském jazyce, organizovala pořádání křesťanského esperanta a napsala několik brožur o křesťanských tématech.
Její kniha "Modlitba pro každý den" také vyšla v německém překladu v počtu deset tisíc výtisků.
V roce 1950 se provdala za Wima Koopmanse (1918-2006). Jejich čtyři děti, Benata, Donita, Feliĉa a Espero (1957-2010) se stali rodilými mluvčími esperanta.

## Dílo
- Preĝo por ĉiu tago (esperantské 1. vydání 1969, 3. vydání 1979, 4. vydání 2007)
- Bete mit mir (německé vydání Preĝo por ĉiu tago, přeloženo Dietrichem Böningem), 1980